# Eugène Girardet

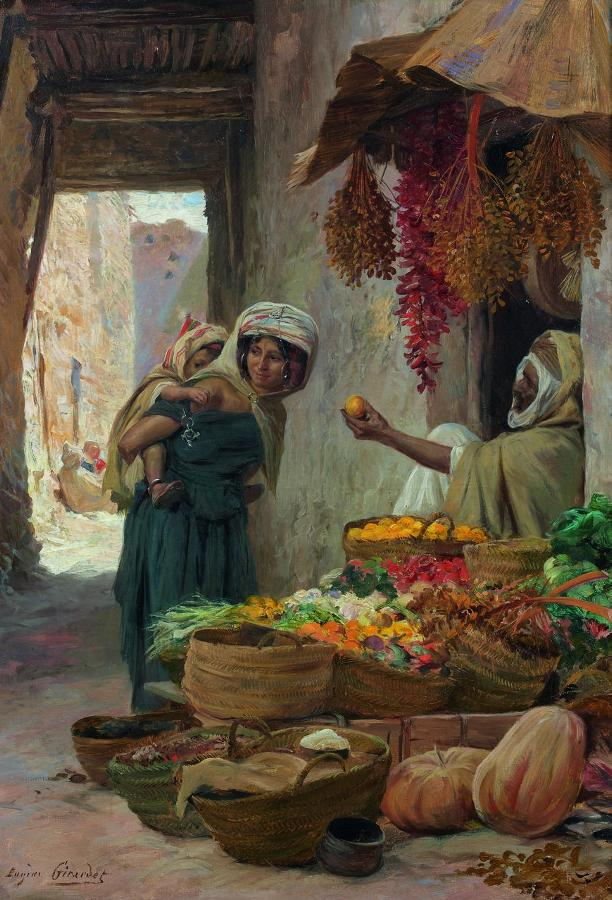
El venedor de fruita

Eugène Alexis Girardet (París, 31 de maig de 1853 − París, 5 de maig de 1907) va ser un pintor orientalista francès.
Provenia d'una família hugonot suïssa. El seu pare, Paul Girardet era gravador (1821-1893). Ell estudià a l'École des Beaux-arts i als estudis de Jean-Léon Gérôme, qui l'animà a visitar el Magrib el 1874.
Va fer viatges a Algèria des de 1879 (alguns amb els seus germans Jules i Léon), especialment al sud, al voltant dels oasis de Biskra, El Kantara i Bou Saâda, on treballà amb Étienne Dinet. L'any 1898, visità Egipte i Palestina, fent diverses pintures sobre els nòmades del desert.
Va fer exposicions regularment al Salon de Paris i a la Société des Peintres Orientalistes Français (de la qual va ser un dels membres fundadors), amb les mostres més grans a l'Exposition Universelle (1900) i la Exposition Coloniale de Marseille de 1906.